# Sint-Pieterskerk (Rotselaar)

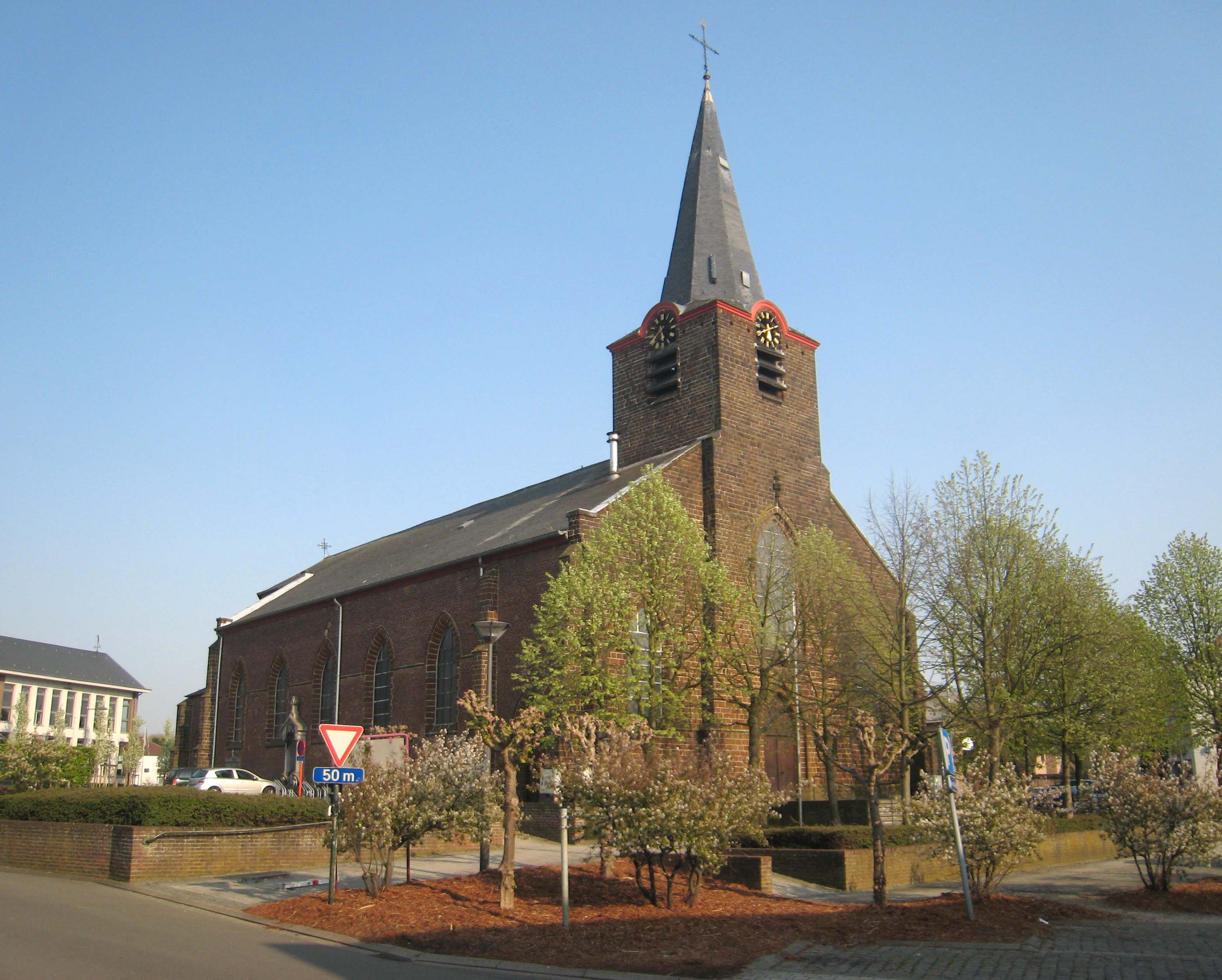
Sint-Pieterskerk

De Sint-Pieterskerk is de parochiekerk van de Vlaams-Brabantse plaats Rotselaar, gelegen aan het Dorpsplein 19.

## Geschiedenis
Kort na 1044, toen Rotselaar schriftelijk werd vermeld, zou een stenen kerk gebouwd kunnen zijn. In 1178 werd het patronaatsrecht overgedragen van de Hertog van Brabant aan de heer van Rotselaar. In 1280 kwam het aan de Abdij van Averbode. Pas vanaf 1834 werden de pastoors weer door de bisschop benoemd.
Ondertussen was de omstreeks 1500 gebouwde gotische kerk bouwvallig geworden. In 1846-1848 werd een nieuwe kerk gebouwd naar ontwerp van Joseph Jonas Dumont. Hierbij werd het afbraakmateriaal van de oude kerk hergebruikt en ook werd een 16e-eeuws raam uit de Sint-Antoniuskapel in de westgevel geplaatst. De toren van de oude kerk bleef behouden.

## Gebouw
Het betreft een driebeukige hallenkerk in neogotische stijl, al zijn de zijbeuken iets lager dan de middenbeuk. Vooral baksteen werd gebruikt al werd hier en daar ook ijzerzandsteen, afkomstig van de oude kerk, toegepast.
Van belang is de toren. Hoewel er neogotische elementen aan werden toegevoegd zijn er in de toren nog tal van overblijfselen, uitgevoerd in ijzerzandsteen, van 13e-eeuwse elementen. De tweede geleding toont diverse overblijfselen van de oorspronkelijke romaanse toren uit de 2e helft van de 11e eeuw.

## Interieur
Er is een 18e-eeuws hoofdaltaar. De aan Onze-Lieve-Vrouw en aan Sint-Antonius gewijde zijaltaren zijn uit het midden van de 17e eeuw. De biechtstoelen zijn in classicistische stijl en het koorgestoelte is in rococostijl. Het doopvont is uit het begin van de 16e eeuw.
Er is een laatgotische Calvariegroep uit de 1e helft van de 16e eeuw. Van groot belang is een gepolychromeerd Mariabeeld van omstreeks 1330, afkomstig uit de Abdij Vrouwenpark en mogelijk betrekking hebbend op het Beatrijsverhaal. Andere beelden zijn van Sint-Antonius Abt (omstreeks 1500), Sint-Rochus (eind 16e eeuw) en Sint-Anna-te-Drieën (omstreeks 1600).
Het orgel werd in 1717 vernieuwd door Jan Wauters. Later werd het meermalen gewijzigd.
Uit 1720 is een marmeren grafmonument voor de heer Nicolas d’Eynatten.